# Grigny (Pas-de-Calais)
Grigny é uma comuna francesa na região administrativa de Altos da França, no departamento de Pas-de-Calais. Estende-se por uma área de 2,14 km². Em 2010 a comuna tinha 297 habitantes (densidade: 138,8 hab./km²).